# Zofia Romaszewska
Irena Sofia Romaszewska ou Zofia Romaszewska, née Irena Sofia  Ploska le 17 août 1940, à Varsovie, est une militante polonaise, membre de l'opposition démocratique à l'époque de la République populaire de Pologne. Elle a été notamment une présentatrice de Radio-Solidarité. Elle est aujourd'hui conseillère sociale du président de la République de Pologne. Elle s'est vu décerner l'Ordre de L'Aigle blanc.

## Biographie

### Activités en 1989
Elle est née en août 1940, pendant la Seconde guerre mondiale, à Varsovie. 
Dans les années 1959-1963, elle étudie la physique à l'Université de Varsovie.
À partir de 1976, elle participe à des mouvements de protestations contre le régime communiste, notamment en juin 1976 à Ursus et Radom, avec son mari. Elle participe au comité de défense des ouvriers (KOR), en mai 1977, avec son mari, et à la défense des personnels scientifiques suspendus pour des raisons politiques. En septembre 1957, elle signe une déclaration du mouvement démocratique. Elle rejoint en 1980  Solidarność.
Elle échappe à l'internement après l'annonce de la loi martiale, et travaille dans la clandestinité, avec son mari. Elle organise notamment  Radio-Solidarité, et est une des présentatrices de cette radio. Elle est arrêtée le 5 juillet 1982. Le 17 février 1983, elle est condamnée à une peine de 3 ans d'emprisonnement, mais est libérée en juillet 1983 en vertu de la loi sur l'amnistie. De 1986 à 1989, elle travaille à nouveau pour la commission de l'Intervention et de défense de l'état de droit du syndicat Solidarność. Fin 1989, le régime communiste s'effondre. Le pays reprend le nom officiel de République de Pologne (Rzeczpospolita Polska). Un an plus tard, le 23 décembre 1990, Lech Wałęsa, leader du syndicat Solidarność, devient président de la République, dans un scrutin au suffrage universel.

### Activités à partir de 1989

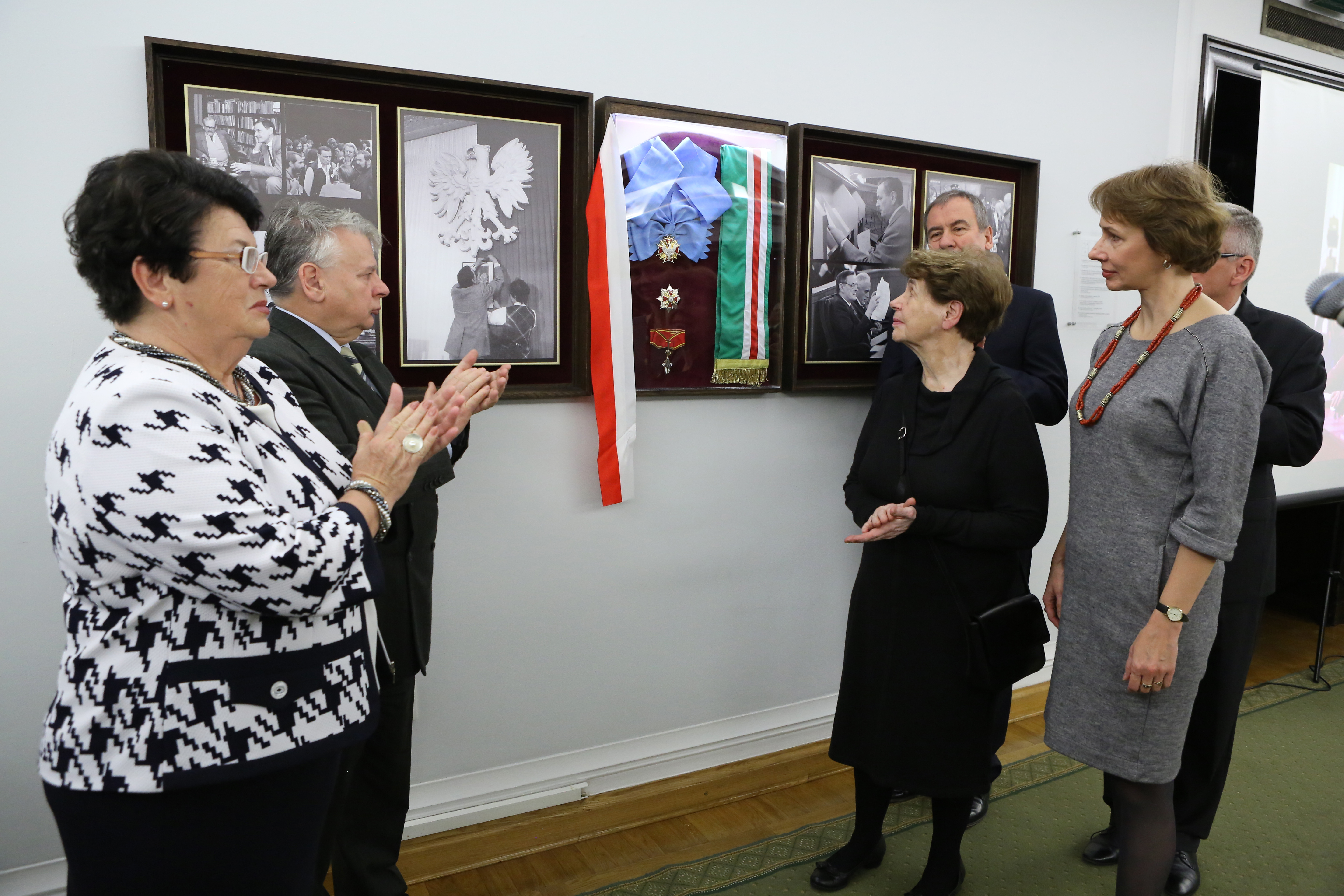
Sophia Romaszewska lors d'une cérémonie (2014)

Dans les années 1989-1995, elle travaille pour la Chancellerie du Sénat, et en 1991-1993 elle est juge de la Cour d'État. De 1996 à 2001, elle est membre du Mouvement pour la reconstruction de la Pologne. 
En 2010 et 2015, elle est proposée au poste de médiateur, mais n'est pas retenue. 
Le 24 septembre 2015, elle devient la conseillère sociale du nouveau président de la république de Pologne Andrzej Duda. En juillet 2017, consultée par le président sur les lois modifiant le système judiciaire polonais, la Cour Suprême et le Conseil National, et sur le renforcement du rôle du ministre de la justice, qui est aussi, en Pologne, le procureur général, elle réagit défavorablement. « Elle m’a dit des mots qui m’ont le plus frappé », indique le président Andrzej Duda : « Monsieur le président, j’ai vécu dans un Etat dans lequel le procureur général avait une position incroyablement forte et en somme pouvait tout faire, et je ne voudrais pas revenir vers un tel Etat. » .

## Distinctions
Par le décret du président Lech Kaczynski du21 septembre 2006, elle se voit décerner la Grand-Croix de l'Ordre de la Renaissance de la Pologne (Ordre Polonia Restituta). 
En 2007, elle est nommée chancelière du Chapitre de cet ordre. En 2010, elle démissionne de ce poste de chancelière en réaction à la nomination par le président Bronisław Komorowski de personnes qui ne le méritent pas d'après elle. 
Le 28 avril 2016, le président de Andrzej Duda lui décerne l'Ordre de l'Aigle blanc. Le 29 juillet, elle reçoit la Croix de la Liberté et de la Solidarité,.